# 卡考蘭迪亞
10°20′21″S 62°53′43″W / 10.33917°S 62.89528°W
卡考蘭迪亞（葡萄牙語：Cacaulândia），是巴西的城鎮，位於該國西北部，由朗多尼亞州負責管轄，始建於1992年2月13日，面積1,962平方公里，海拔高度205米，2010年人口5,727，人口密度每平方公里2.92人。